# Lia Manoliustadion
Het Lia Manoliustadion (Roemeens: Stadionul Lia Manoliu) was een stadion in Boekarest, de hoofdstad van Roemenië. In 1953 werd Lia Manoliu gebouwd onder de naam Stadionul 23 August en later Stadionul Național (Nationale Stadion). In 2008 werd het stadion afgebroken om plaats te maken voor het in 2011 geopende Stadionul Național, dat plaats biedt aan 55.600 mensen.